# Aonidiella godfreyi
Aonidiella godfreyi är en insektsart som beskrevs av Takahashi 1942. Aonidiella godfreyi ingår i släktet Aonidiella och familjen pansarsköldlöss.
Artens utbredningsområde är Thailand. Inga underarter finns listade i Catalogue of Life.